# 短芒洽草
短芒𫈰草（学名：Koeleria litwinowii Domin），也称短芒𫈰草，短芒虉草，是一种禾本科𫈰草属植物。这种植物在中国分布于四川、西藏、甘肃、青海、新疆等省区；此外，中亚地区有分布。